# Abbaye Notre-Dame-de-l'Annonciation du Barroux
Pour les articles homonymes, voir Abbaye Notre-Dame et Annonciation (homonymie).
Ne doit pas être confondu avec abbaye Sainte-Madeleine du Barroux.
L’abbaye Notre-Dame-de-l'Annonciation du Barroux, fondée au XXe siècle, est une abbaye de moniales bénédictines située au Barroux dans le département français de Vaucluse.
Le monastère compte une trentaine de moniales.

## Historique

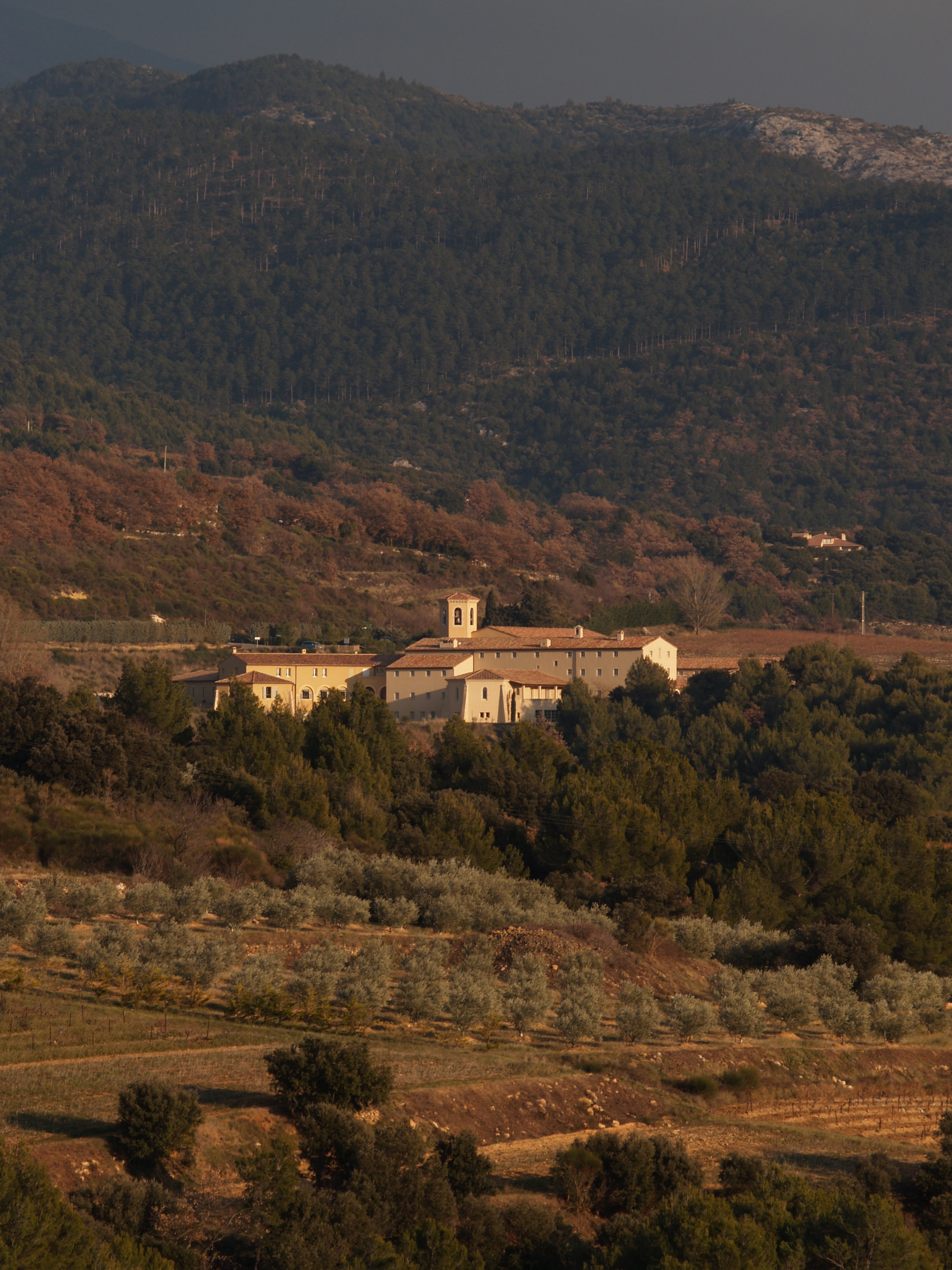
Vue de l’abbaye.

En 1979, quatre jeunes filles autour de Mère Élisabeth de La Londe (1er janvier 1922 – 23 décembre 2015) fondent une nouvelle communauté bénédictine à proximité de l’abbaye Sainte-Madeleine du Barroux qui est dédiée à la Vierge de l'Annonciation. Après l’achat d'un terrain, en 1987, la communauté se lance dans des travaux qui vont permettre l’érection d'un tout nouveau monastère. La communauté est reconnue canoniquement en 1989 à la suite du Motu proprio dit « Ecclesia Dei ». La fondation est érigée en abbaye en 1992.
En 2000, Mère Placide est élue mère abbesse. L'abbatiale Notre-Dame-de-l'Annonciation est terminée en 2005.
En juillet 2010, les moniales remportent un concours de chant grégorien organisé par le label Decca Records dans plus de 70 couvents à travers le monde et gagnent ainsi un contrat d'enregistrement,. L'album, intitulé In Paradisum - Les Sœurs ou Voices - Chant From Avignon pour la version diffusée dans les pays anglophones, est sorti le 8 novembre 2010.